# Outside Lands音乐和艺术节
Outside Lands音乐和艺术节（Outside Lands Music and Arts Festival）是每年在美国旧金山市金门公园举行为期三天的音乐和艺术的音乐节，它是美国大型音乐节之一，与Lollapalooza和科切拉音乐节一样而知名。
首届Outside Lands音乐和艺术节始于2008年，60多位音乐艺人现场表演，单日大约有4万到6万参与者。尽管首次音乐节大获成功，但因其缺乏人群疏导管制而收到批评。 此音乐节发动新绿色运动，包括许多新尝试使得此音乐节环保，例如让观众使用搭乘分享交通软件，如通过SunyRide、511，和在Craig's List上搭乘分享等等。从第二届起，此音乐节通过youtube官方账号全程直播。

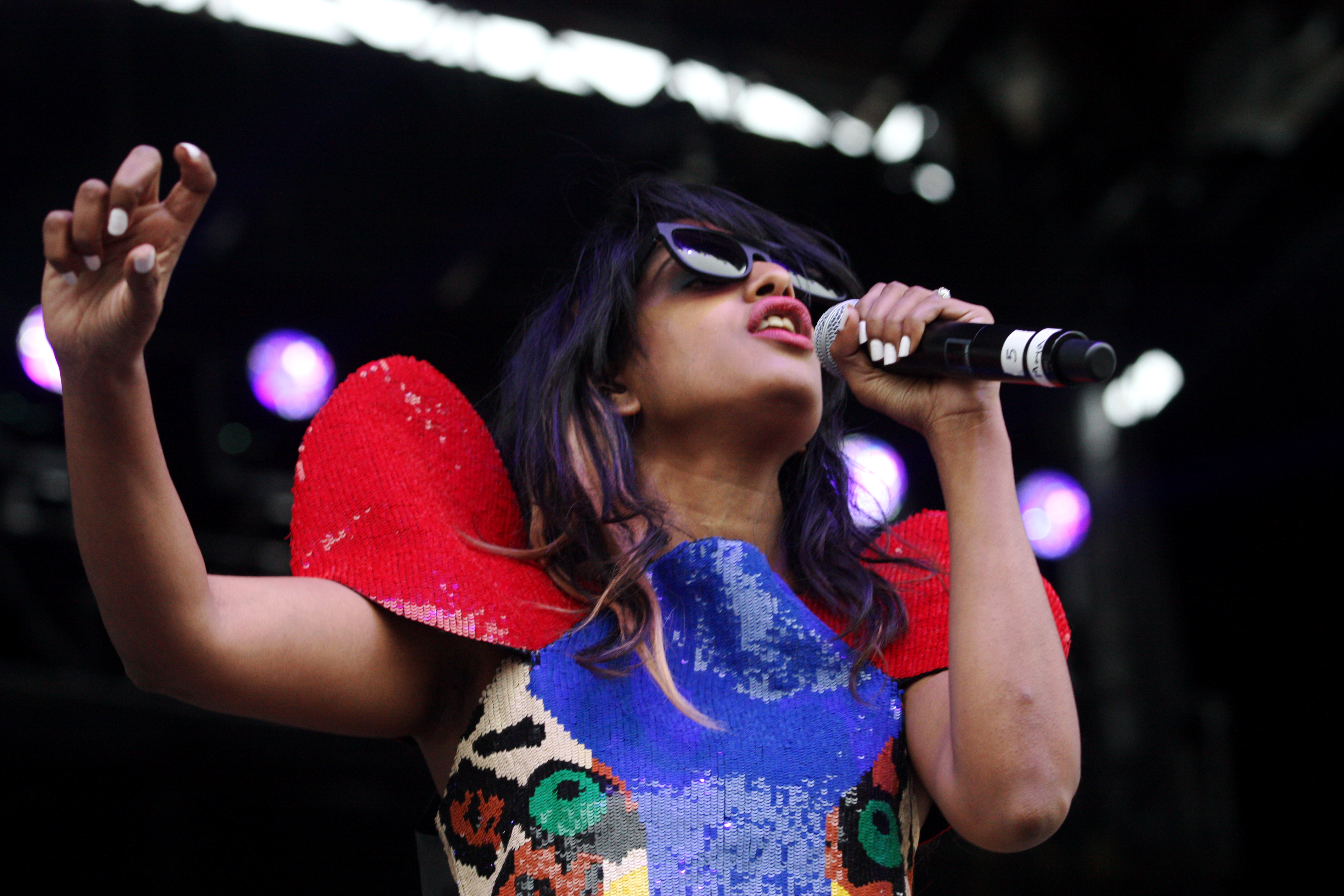
2009M.I.A.表演

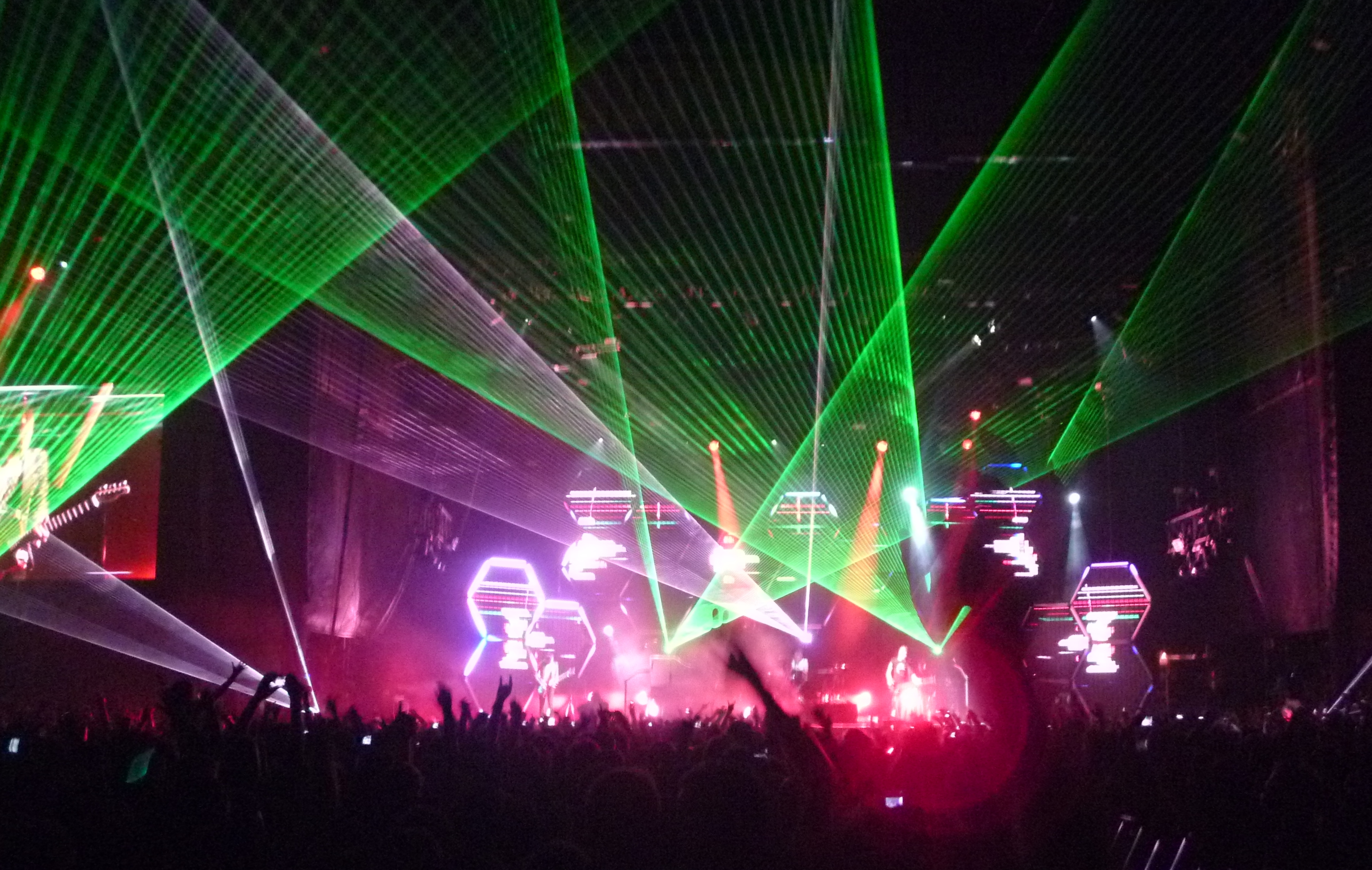
2011Muse在Outside Lands主舞台表演

## 其它特点
Outside Lands其它特点以食物，红酒和艺术为主。人们在红酒区可以从不同的商人那儿购买到红酒样品。还有些单独的娱乐区，包括体育休闲区，游乐中心，酒吧区，食品区和艺术展区。 音乐节孕育环保策略，同时教育大众关于环保运动。其包括太阳能展台，可重复使用的水系统，废物分解方案，再循环项目，以及自行车代客泊车项目。一些工作坊教育大众关于有机食物和有机农耕的知识。

## 关联項目
- 西南偏南
- 格拉斯顿伯里当代表演艺术节
- Lollapalooza
- Rock am Ring